# Roveredo in Piano
Roveredo in Piano ist eine nordostitalienische Gemeinde in der Region Friaul-Julisch Venetien. Sie liegt nördlich von Pordenone und hat 5801 Einwohner (Stand 31. Dezember 2023). Die Gemeinde hat eine Fläche von 15 km².
Die Gemeinde umfasst neben dem Hauptort Roveredo in Piano zwei weitere Ortschaften und Weiler:
- Tornielli
- Villote

## Nachbargemeinden
Nachbargemeinden sind Aviano, Fontanafredda, Porcia, Pordenone und San Quirino.